# Mito di fondazione
Un mito di fondazione riguarda la fondazione, lo scopo e l'organizzazione di un'entità sociopolitica.

## Il bue fondatore
Nei miti di fondazione una delle figure ricorrenti è il bue fondatore. Così Plutarco, nelle sue Vite parallele, descrive la fondazione di Roma: «…Romolo attaccò all'aratro il vomere di rame, accoppiando al giogo il toro e la vacca e tracciò un solco profondo a base delle mura. Questo solco costituì il circuito che doveva percorrere la muraglia chiamata poi dai latini Pomerio, cioè, post murum. Che questa cerimonia di fondazione avvenisse il 21 aprile è da tutti creduto ed i Romani festeggiano quel giorno con il nome di natività della patria».
Se si volge indietro l'attenzione ai precedenti spirituali della storia di Roma troviamo la storia spirituale della Grecia. Ed è proprio in Grecia che il rapporto mitico fra la presenza di un animale e la fondazione di una città appare del tutto dispiegato ed in forma più complessa di quanto non appaia nella leggenda romana.
Quando Cadmo si recò dall'oracolo di Delfi per sapere dove avrebbe dovuto fondare la città di Tebe, questi gli vaticinò: «Scegli fra le vacche muggenti quella che ha su tutte e due i fianchi un disegno bianco di luna piena. Prendila per tua guida sulla strada che dovrai percorrere. Dove la vacca si inginocchierà e poserà per la prima volta la testa cornuta sul terreno, in quel punto dovrai sacrificarla alla terra immersa nell'oscurità. Dopo averla sacrificata fonda su una collina, la più alta, una città dalle larghe vie».
Il paese dove la vacca guidò Cadmo fu chiamato allora "paese delle vacche", la Beozia. La vacca si inginocchiò nei pressi di una sorgente e qui Cadmo fondò Tebe.
In questo mito l'animale guida assume un ruolo assai importante, che non è solamente quello di guidare l'aratro che traccia il solco della futura città, ma indica il luogo dove sorgerà la città, vi conduce l'eroe fondatore e si inginocchia sul luogo destinato.
La differenza con il mito romano consiste anche nel fatto che, in questo caso, Cadmo, dopo essere giunto sul luogo dove fonderà la città, sacrifica la vacca che ve l'ha condotto.
Un altro rito che si celebrava in Grecia, ad Atene è quello che racconta lo scrittore greco Porfirio: «Mentre ad Atene si celebrava un sacrificio pubblico, un bue che tornava dai campi si avvicinò all’altare e prese a mangiare e a calpestare le libagioni che erano state preparate per il sacrificio. Immediatamente uno straniero di nome Diomo si scagliò contro il bue uccidendolo e vantandosi per averlo fatto. Ma gli dei punirono quel gesto mandando su Atene terribili carestie che decimarono la popolazione. Gli Ateniesi allora si rivolsero ad un oracolo che disse loro “Le calamità finiranno se il bue ucciso risorgerà e il suo uccisore sarà punito”. Allora gli Ateniesi pensarono di ricostruire la scena per far finta che il bue non fosse morto. Andarono a cercare Diomo che, udite le parole della Pizia, si era allontanato da Atene spaventato e lo convinsero a ripetere la scena. Diomo accettò ma a patto di essere eletto cittadino di Atene, in modo che tutta la città fosse responsabile del suo gesto. Nel giorno stabilito, mentre si stava sacrificando agli dei, un bue perfettamente uguale al primo arrivò dalla campagna e iniziò a mangiare le libagioni e allora, Diomo, gli si scagliò contro e lo uccise. Il dio, quando vide il bue ancora vivo, si rallegrò molto, ma quando vide Diomo ucciderlo nuovamente si crucciò. Ma ormai gli Ateniesi avevano capito come ingannare il dio e, dopo un po’ di tempo, ripeterono la scena. E così, ogni anno, ricelebrarono questo rito e lo chiamarono “bufonia” che vuol dire “uccisione del bue”».
Questi due miti greci sembrano a prima vista molto diversi fra loro e soprattutto molto diversi dal motivo mitico del bue aratore, pur avendo dei motivi in comune.
Infatti in ambedue i casi l'animale viene sacrificato e ucciso, l'uccisione non è gradita agli dei e dovrà essere espiata.
Fra i due miti vi è tuttavia una grande differenza: nel primo caso si tratta di una città da fondare, nell'altro caso si tratta di una città già florida e nobile per storia e potenza.

### La diffusione del mito
Nella mitologia indo-europea si ritrovano sia l'animale che guida l'eroe fondatore nel luogo dove sorgerà la città, sia il rito del sacrificio periodico in città da tempo fondate.
Dal patrimonio mitico dell'Italia pre-romana si legge, tratto dagli scritti dello storico Strabone che «i Sabini conducevano una lunga guerra contro gli Umbri. In quel periodo dedicarono ad Ares tutti i figli che nascevano e quando questi furono adulti li mandarono via alla ricerca di nuove terre. Un toro guidò il loro cammino e quando giunse nella terra degli Opici, il toro giacque a terra per riposare. I Sabini allora scacciarono gli Opici e si accamparono in quella regione. Secondo quanto avevano detto i loro indovini sacrificarono il toro ad Ares, che lo aveva concesso loro per guida».
In un antico documento scolpito sulla pietra nel II secolo prima di Cristo, nelle tavole di Gubbio, si ritrovano tracce di una cerimonia molto simile a quella che si svolgeva in Atene.
Tutti gli anni gli abitanti della città lasciavano scappare alcune giovenche fuori dalle mura della città, poi si lanciavano al loro inseguimento, le catturavano, le riportavano in città e le sacrificavano agli dei.
Il rito di Gubbio ha pertanto molti punti in comune con il rito ateniese: ogni anno si sacrificava un animale o più animali, si fingeva che l'animale provenisse da luoghi lontani, così come da luoghi lontani proveniva la vacca che aveva condotto Cadmo in Beozia e i Sabini nella terra degli Opici.
Risulta quindi evidente che il motivo mitico dell'animale guida è molto antico e diffuso in tutta l'area indo-europea.
Plutarco riferisce che Alessandro Magno incontrò più volte sulla sua strada un animale guida che lo salvò da una difficile situazione e del resto egli sapeva, come gli aveva vaticinato la Pizia, che un lupo lo avrebbe guidato verso la Persia.
Altri esempi simili si traggono dagli scritti di alcuni cronisti che raccontano l'origine del principato di Moldavia (nell'odierna Romania).
Il principe Dragos, andando a caccia, si imbatté una volta in un maestoso uro, un bue con lunghe e potenti corna, e lo inseguì fino a giungere in una vasta pianura. Qui il principe Dragos lo raggiunse, lo uccise e si cibò della sua carne e vedendo che la pianura era un luogo adatto alla sua gente, decise di fondare il principato di Moldavia.
Altri casi simili vengono riportati dallo studioso Mircea Eliade, come quello degli Unni che stavano cacciando nelle paludi della Meozia, quando apparve una magnifica cerva. I cacciatori iniziarono a seguirla e notarono che l'animale si comportava in modo insolito. Quando i cacciatori rimanevano indietro la cerva si fermava per attenderli, indicava loro i guadi più percorribili dei fiumi ed i passi più valicabili dei monti. Gli Unni si accorsero subito che quella regione era più accogliente delle loro paludi e decisero di stabilirsi in quel luogo e, «Dopo essere giunti nel paese degli Sciti sacrificarono alla dea Vittoria tutti i prigionieri».

### Gli animali sacri
Nell'area indo-europea si trova quindi un complesso mitico in cui sono presenti tre elementi:
- un animale guida gli uomini alla scoperta di una nuova terra o nel luogo in cui sorgerà una nuova città, o rivela loro un segreto, come ad esempio delle Leggi.
- in alcuni casi gli uomini uccidono l'animale, ma subito si pentono dell'atto commesso.
- nel caso dell'animale ucciso, che è una colpa, questa deve essere espiata tramite un sacrificio.

Se poi ci si sposta dall'area indo-europea verso le culture di altre regioni del mondo, si nota che questi tratti del complesso mitico sono presenti in tutti i continenti.
Capita che l'animale protettore non sia sempre il bue o il cervo, che sono animali tipici delle culture euroasiatiche, ma, anche se muta l'animale i personaggi non cambiano e nemmeno i motivi della rappresentazione.
Nelle culture settentrionali euroasiatiche ed americane l'animale sacro è l'orso.
Presso gli Algonchini dell'America settentrionale i cacciatori si avvicinano alla tana dell'orso e, prima di ucciderlo, gli rivolgono parole gentili: «Esci, “caro nonno orso”, è una splendida giornata, vieni fuori, vorrei accendere la tua pipa».
Presso altri popoli dell'Europa settentrionale si ritrova un cerimoniale molto simile.
Presso gli Ostiachi il cacciatore, dopo aver ucciso l'orso chiede al compagno chi l'abbia ucciso e questi risponde: «Certo non l'abbiamo ucciso noi, forse l'hanno ucciso gli uccelli, forse altri cacciatori della Russia».
Anche i Tungusi, un popolo che vive vicino agli Ostiachi in Siberia, dopo aver ucciso l'orso danno la colpa ai cacciatori dei popoli vicini.
Nell'America meridionale sono altri gli animali la cui uccisione è percepita come una colpa.
Alcuni popoli indigeni del Brasile, dopo aver ucciso un giaguaro, gli mettono anelli alle zampe e gli rivolgono queste parole: «Ti prego non vendicarti sui nostri figli, sei stato preso ed ucciso non per colpa nostra, ma perché tu ti sei sbagliato. Avevamo messo delle trappole, è vero, ma non erano per te, erano per altri animali, sei tu che ti sei sbagliato. Non ti arrabbiare».
In Africa l'animale sacro è l'elefante e i Pigmei del Gabon quando uccidono un elefante dichiarano subito la propria estraneità al fatto: «Non volevamo ucciderti, padre elefante, sei morto di vecchiaia. Tu ora vivi nel paese degli spiriti, non farci sentire la tua collera, “caro padre elefante”».
Ovunque, quindi si ritrovano rituali simili e alcune frasi pronunciate dagli indigeni dopo aver ucciso l'animale sacro dimostra che per essi l'animale ucciso viene considerato un loro antenato, addirittura il loro padre o il loro nonno.

## I simboli dei miti antichi
La fondazione di una città, la costituzione di nuove leggi, la conquista di un nuovo territorio, si assimilano nel pensiero mitico all'atto primo della creazione del mondo.
Il mito della creazione costituisce dunque il modello per la storia di ogni altra fondazione.
Nel caso della leggenda di Romolo il rapporto fra fondazione della città e creazione del mondo è esplicito: «Scavarono in primo luogo una fossa circolare e vi misero dentro una zolla di terra presa dal luogo da cui proveniva. Chiamarono questa fossa mondo, cioè Universo».
In molti miti precedenti l'animale si arresta sempre sulla cima di un monte: «Fonderai -dice l'indovino di Cadmo- la città sulla collina, nei pressi di una sorgente, lungo la riva di un fiume». Si tratta in questo caso di una simbologia sempre presente nel mito cosmogonico.
Nei miti greci e nel mito umbro di epoca preromana il bue si avvicina al centro della città provenendo da fuori le mura e questo particolare è molto importante. Infatti gli abitanti di Gubbio prima mettevano in fuga i buoi, poi li riprendevano e li sacrificavano; così nel mito di Atene è importante il fatto che il bue provenga dalla campagna, da fuori cioè della città.
L'atto di una fondazione di una città, nel seguire il modello cosmogonico, deve iniziare proprio con lo stabilire il centro della futura città, che sarà il luogo in cui il bue si arresterà, così come nell'atto della creazione, il dio stabilisce in primo luogo quale è l'axis mundi, l'ombelico del mondo, l'albero sacro del bene e del male al centro dell'universo.
E così la fondazione di una città ripete le fasi della creazione del mondo. I simboli sono gli stessi; la collina, l'acqua, la determinazione del centro.